# Троистая музыка

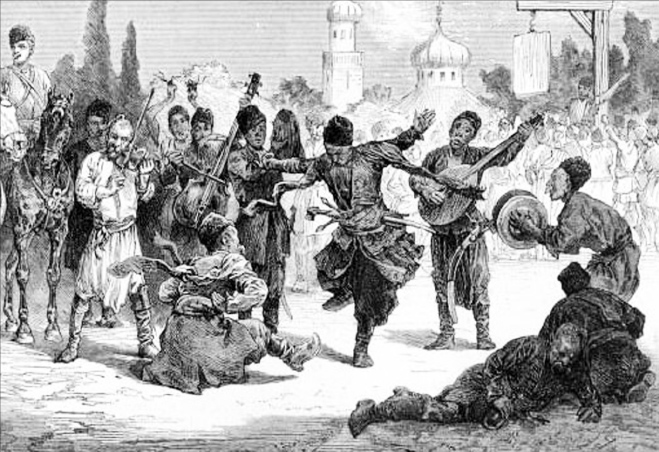
Ансамбль троистой музыки. Луи Дюмон. «Запорожская Сечь» (1884)

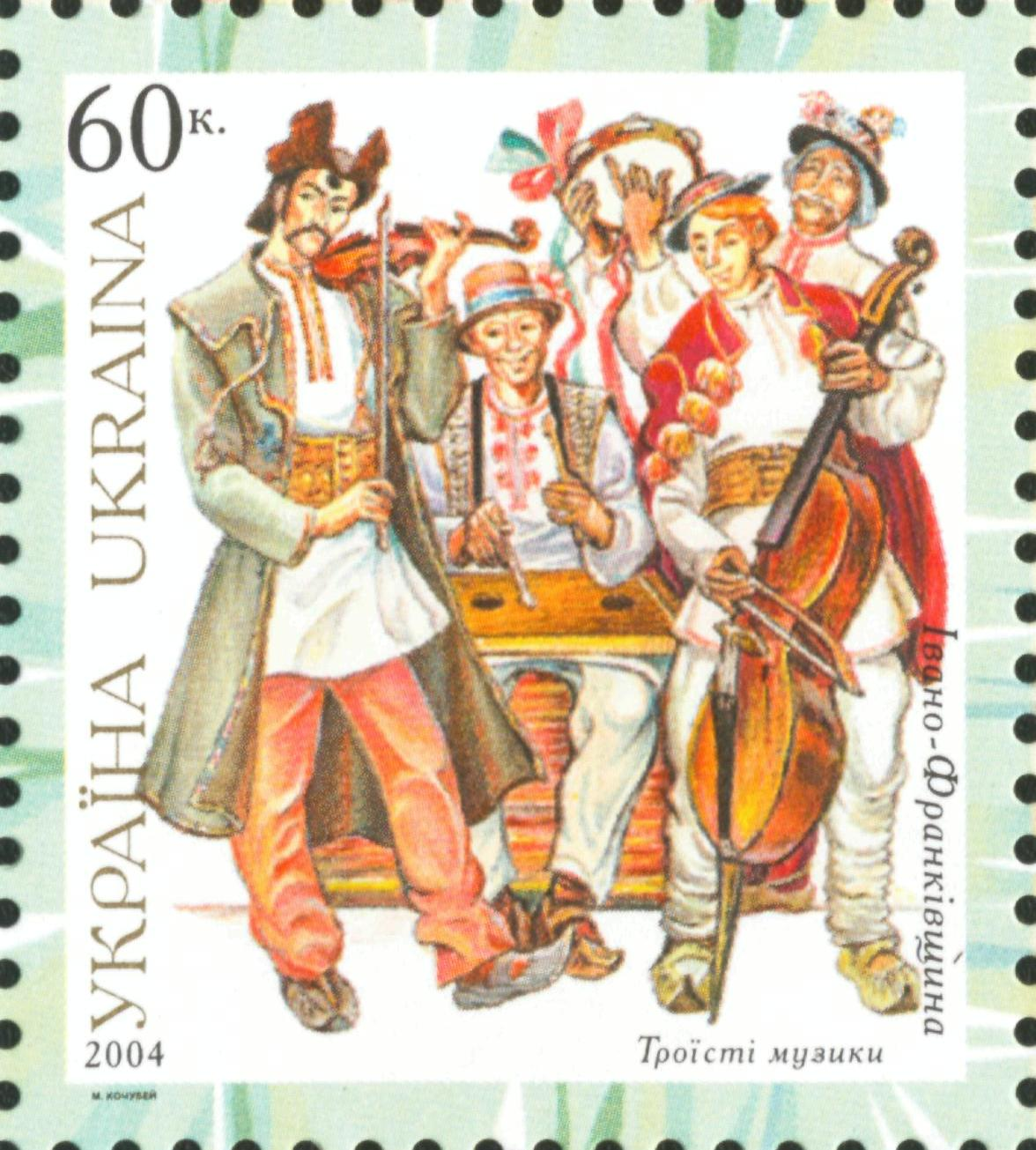
Троисти музыкы на украинской почтовой марке

Трои́стая му́зыка (укр. троїста музика), трои́сти музы́кы (укр. троїсті музики, бел. траістыя музыкі) — украинский и белорусский вид традиционного инструментального ансамбля, в состав которого в различных сочетаниях входят скрипка, басоля (или контрабас), бубен (или большой барабан), цимбалы, иногда гармонь.

## Этимология
Троисти музыкы (укр. троїсті музики) дословно означает «тройственные музыканты», от формы единственного числа укр. троїстий — тройственный, и музи́ка — музыкант. На английский язык обычно переводится как trio of musicians.
Существует версия, что слово троистый происходит от праславянского trizna и связано с понятием обряда «тройной жертвы» — воде, земле и небу, который сопровождала музыка, призванная «объединить и сохранянить целостность Мироздания» (мир людей, богов и предков).

## Описание
В основе ансамблей троистой музыки лежит единый принцип структурной взаимосвязи трёх музыкальных элементов:
1. мелодического (с возможными гетерофонными вариантами);
2. структурно-гармонического (аккомпанемента);
3. ударно-ритмического (функции басоли)[11].

Чаще всего ансамбль состоял из скрипки, басоли и цимбал или бубна. По поводу количества музыкантов в ансамбле Игорь Мациевский отмечает, что оно колеблется от двух до пяти человек и даже более. Кроме того, название «троистая музыка» применяется к типу ансамбля, который в народе наряду с ним носит множество других названий, например: укр. весiльна, капела, велика музика, гудаки, гусляшi, банди. Ансамбль сопровождает пение, танцы, праздничные шествия, обряды. Распространён был на территории современной Украины, Белоруссии и соседних с ними регионов России.
На большей части Украины обычными инструментами были скрипка, басоля и бубен. На Западной Украине обычен иной состав — скрипка, цимбалы, бубен. Иногда в состав входила флояра. Ансамбль появился в XVII веке, и на Украине просуществовал до середины XIX века.
Для белорусской традиционной народно-инструментальной культуры характерными являются небольшие по количеству участников ансамбли, состоящие из двух, трёх (бел. дваістыя, траістыя) или четырёх исполнителей. В их составе присутствовали скрипка и бубен, скрипка и гармоник, скрипка и жалейка, гармоник и бубен (или турецкий барабан), цимбалы и гармоник и др. Популярными были ансамбли, включающие скрипку, цимбалы, гармоник, барабан; а также скрипку, балалайку, гармоник, бубен или гармонь, кларнет, скрипку, барабан. Наиболее распространены были ансамбли, состоящие из дуды, скрипок и цимбал. На Севере Белоруссии такой ансамбль включает в себя цимбалы, скрипку, гармонику, иногда другие инструменты (в прошлом — дуду). В Белоруссии ансамбли известны с XVIII века. Существуют и сейчас, но несколько реже встречаются, чем до начала XX века. Среди современных белорусских коллективов троистой музыки наиболее известны «Крупiцкiя музыкi», «Харошкi», «Свята».